# Anita no perd el tren
Anita no perd el tren è un film del 2001 diretto da Ventura Pons.
È basato sul romanzo Bones obres di Lluís-Anton Baulenas.

## Riconoscimenti
- 2002 - Premi Goya
  - Nomination miglior sceneggiatura non originale